# Hey Hey Hey
Hey Hey Hey is een nummer van de Amerikaanse zangeres Katy Perry uit 2017. Het is de vijfde en laatste single van haar vijfde studioalbum Witness.
Volgens critici slaat de tekst op Donald Trump en Hillary Clinton, de presidentskandidaten tijdens de Amerikaanse presidentsverkiezingen van 2016. Perry steunde Clinton tijdens deze verkiezingen. Ook vergeleken critici het nummer met het werk van Britney Spears en Lorde. In de bijbehorende videoclip wordt verwezen naar de laatste Franse koningin Marie Antoinette en de eveneens Franse heldin Jeanne d'Arc. Het nummer werd enkel in Nederland en Tsjechië een klein hitje. Het bereikte de 13e positie in de Nederlandse Top 40.